# 拉帕洛馬 (巴拉圭)

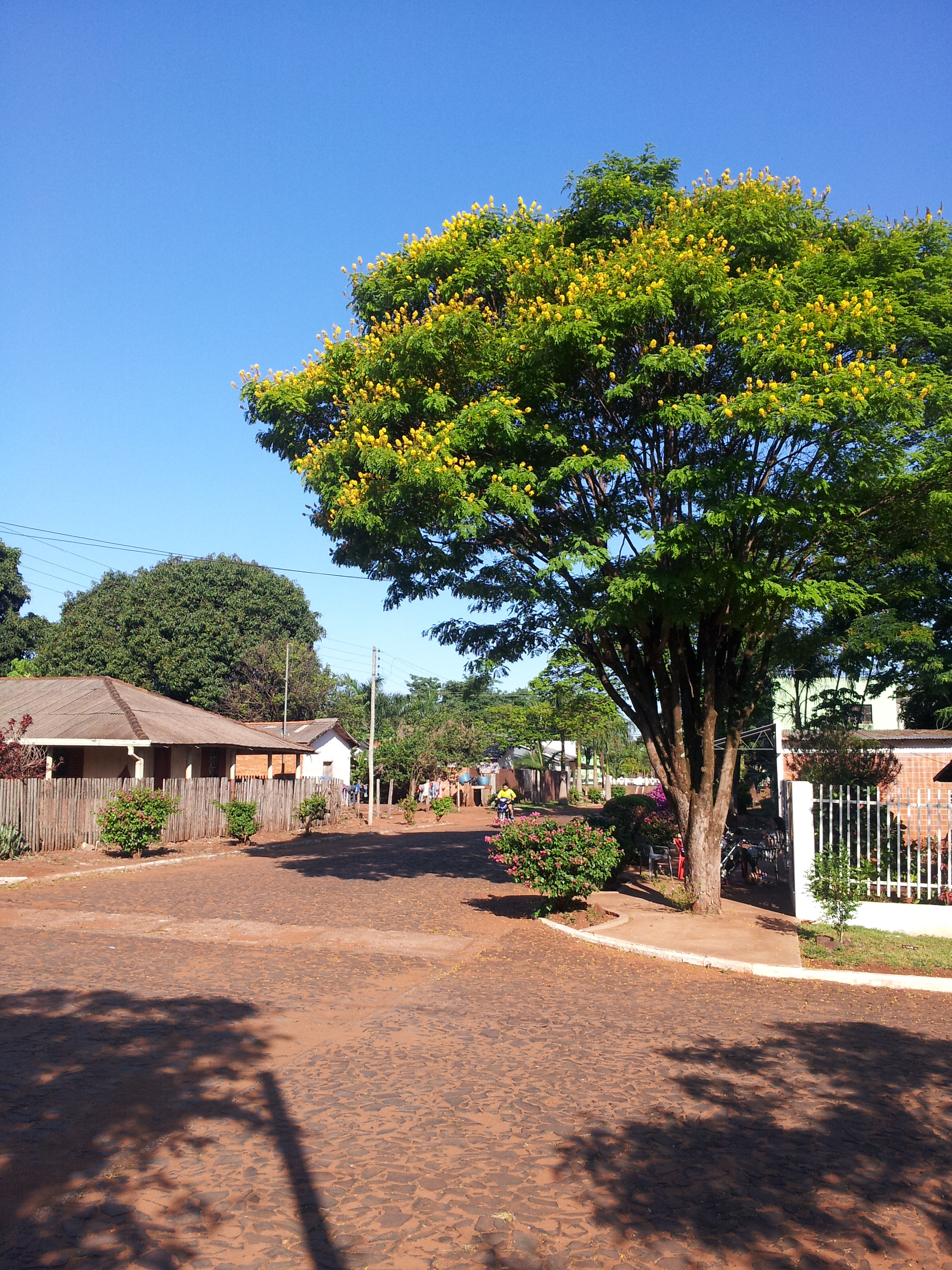

拉帕洛馬（西班牙語：La Paloma del Espíritu Santo），是巴拉圭的城鎮，位於該國東部，由卡寧德尤省負責管轄，面積728平方公里，海拔高度279米，2002年人口6,373，人口密度每平方公里8.75人。
24°7′S 54°37′W / 24.117°S 54.617°W